# Hector, Minnesota
Hector är en ort i Renville County i delstaten Minnesota, USA.